# Castanopsis castanicarpa
Castanopsis castanicarpa là một loài thực vật có hoa trong họ Fagaceae. Loài này được (Roxb.) Spach mô tả khoa học đầu tiên năm 1842.